# سوبها سرينيفاسان
سوبها فينكاتارامان هي لاعبة كريكيت هندية المولد تلعب مع منتخب الإمارات العربية المتحدة للكريكيت. في يوليو 2018l تم اختيارها ضمن تشكيلة الإمارات العربية المتحدة للمشاركة في بطولة تصفيات بطولة توينتي الدولية النسائية للكريكيت.  لقد ظهرت لأول مرة في WT20I ضد هولندا في 7 يوليو 2018م.

## النشأة
ولدت سوبها في 8 مارس 1980م في تشيناي بالهند. إلى جانب لعبة الكريكيت فقد أعطت أهمية كاملة لدراساتها وحصلت على درجة البكالوريوس في علوم الكمبيوتر. 
تعيش حاليًا في الإمارات العربية المتحدة مع زوجها (آر سرينيفاسان) وابنتيها أكشايا وأكشارا.  

## الاحتراف المحلي
تم اختيارها في فريق Madras Under-19. وفي سن 19 عامًا تم اختيارها لفريق تاميل نادو الأول. 
يعتبر أول إنجاز لها في عام 1999م عندما حصلت على نصيبين متتاليين واقتربت من تسجيل ثلاثية في مباراة المنطقة الجنوبية المشتركة لعموم الهند. 

## روابط خارجية
- سوبها سرينيفاسان at ESPNcricinfo